# Ovčinja
Ovčinja (cyr. Овчиња) – wieś w Serbii, w okręgu zlatiborskim, w gminie Bajina Bašta. W 2011 roku liczyła 492 mieszkańców.